# Gundlachia triantha
Gundlachia triantha là một loài thực vật có hoa trong họ Cúc. Loài này được (S.F.Blake) Urbatsch & R.P.Roberts mô tả khoa học đầu tiên năm 2004.